# Liste der Naturdenkmale in der Samtgemeinde Gieboldehausen
Die Liste der Naturdenkmale in der Samtgemeinde Gieboldehausen nennt die Naturdenkmale in der Samtgemeinde Gieboldehausen im Landkreis Göttingen in Niedersachsen.

## Naturdenkmale
| Bild            | Bezeichnung                                 | Ort, Lage                                         | Beschreibung | Schutzzweck                                     | Nummer     |
| --------------- | ------------------------------------------- | ------------------------------------------------- | --- | ----------------------------------------------- | ---------- |
| Fotos hochladen | 3 Linden                                    | Gieboldehausen (51° 36′ 24,3″ N, 10° 10′ 50,8″ O) | Gruppiert um eine Kapelle auf einem kleinen Hügel 2 km westlich von Gieboldehausen am Fuß des Werxhäuser Berges.                             | Seltenheit und Eigenart                         | NDGÖ160301 |
| BW              | Robinie auf dem evangelischen Friedhof      | Gieboldehausen (51° 36′ 34,2″ N, 10° 13′ 5,2″ O)  | Die bereits 1862 vorhandene Robinie steht am Nordrand des Friedhofs.                                                                         | Seltenheit, Eigenart, heimatkundliche Bedeutung | NDGÖ160302 |
| BW              | Linde                                       | Gieboldehausen (51° 37′ 12,3″ N, 10° 11′ 35,3″ O) | An der etwa 160 Jahre alten Linde wurde ein Bildstock angebracht.                                                                            | Eigenart und Schönheit                          | NDGÖ160303 |
| BW              | 3 Linden und 2 Kastanien                    | Krebeck (51° 35′ 15,7″ N, 10° 7′ 21,8″ O)         | Eine Linde steht westlich der Kirche vor dem Kirchturm, zwei Linden auf dem Platz südlich der Kirche, die beiden Kastanien auf der Ostseite. | Eigenart                                        | NDGÖ160401 |
| BW              | Lindengruppe auf der Masch in Germershausen | Germershausen (51° 33′ 49,7″ N, 10° 11′ 33″ O)    | Von ursprünglich 43 Winterlinden an den 14 Kreuzwegstationen um die Wallfahrtskirche und am Weg zum Kloster sind noch 30 vorhanden.          | Eigenart, heimatkundliche Bedeutung             | NDGÖ160901 |
| BW              | 2 Linden mit Kreuz                          | Rüdershausen (51° 34′ 43,5″ N, 10° 16′ 23,7″ O)   | Die beiden Winterlinden stehen an einem Kruzifix an der Kapellenstraße.                                                                      | Eigenart und Schönheit                          | NDGÖ161101 |
| BW              | Eiche                                       | Rüdershausen (51° 34′ 41,5″ N, 10° 16′ 35,9″ O)   | Die auffallende Eiche steht südöstlich von Rüdershausen in der Straßengabelung nach Rhumspringe und Hilkerode.                               | Seltenheit und Schönheit                        | NDGÖ161102 |
| BW              | 2 Linden mit Bildstock                      | Wollbrandshausen (51° 35′ 6,1″ N, 10° 9′ 44,6″ O) | Zwischen den Winterlinden am südlichen Ortsausgang von Wollbrandshausen Richtung Seeburg steht ein Bildstock.                                | Eigenart, heimatkundliche Bedeutung             | NDGÖ161201 |